# باشگاه فوتبال ریلویز هند
تیم فوتبال ریلویز، بخش فوتبال راه‌آهن هند در رقابت‌های فوتبال داخلی هند، به ویژه جام سانتوش است.